# Cynognathus
Cynognathus (Cynognathus crateronotus), cujo nome significa "mandíbula de cão", foi um membro da classe Synapsida que engloba animais pré-históricos com características intermédias entre répteis e mamífero. É o único representante da família Cynognathidae e tem distribuição quase mundial.[carece de fontes?] Este animal viveu no início do Triássico (por volta de 250 milhões de anos atrás).

## Corpo
Tinha uma cauda larga, esqueleto leve e dentes caninos alongados e pontiagudos, característica típica dos animais carnívoros.[carece de fontes?] Há evidências de que este animal tenha tido bigodes (tal como os gatos), o que o aproxima dos mamíferos. Ele tinha mandíbulas capazes de quebrar ossos. O Cynognathus tinha uma cabeça relativamente grande quando comparada com o seu tamanho corporal, cerca de 30 cm de comprimento. Assim como outros ancestrais dos mamíferos, já possuía diferentes tipos de dentes, contudo os seus molares ainda eram moderadamente planos com bordas serrilhadas, tornando-os mais adaptados para o corte de carne ao invés de esmagamento.[carece de fontes?] Poros finos e canais no seu focinho demonstram que o Cynognathus já tinha estruturas semelhantes a bigodes e talvez até uma camada densa de pêlo.

## Zona de Assembleia deCynogathus
No Supergrupo Karoo na África do Sul há um registro rico de fósseis de vertebrados, composto principalmente por Cynogathus, daí origina-se o seu nome. É um sítio muito importante para a estratigrafia.